# 泗阳县中医院
泗阳县中医院，是中国江苏省的一所医院，为二级医院，位于泗阳县众兴镇解放北路41号。

## 规模
医院占地58.8亩，建筑面积3.2万平方米，开放床位500张。现有职工528人，其中卫技人员457人。医院共设立12个病区，9个医技科室，设泗阳县体检中心和泗阳县残疾儿童康复中心。市级重点专科1个。